# デビルマン対ゲッターロボ
『デビルマン対ゲッターロボ』（デビルマンたいゲッターロボ）は、永井豪（＆ダイナミックプロ）による日本の漫画作品。『チャンピオンRED』（秋田書店）にて、2010年6月号から10月号まで全4回にわたって連載された。単行本は全1巻。
本稿では『魔王ダンテ対ゲッターロボG』についても記述する。

## 概要
タイトル通り、『デビルマン』と『ゲッターロボ』のクロスオーバー作品となっている。ダイナミックプロのキャラクター共演を主題にした漫画作品は、『週刊少年チャンピオン』創刊40周年企画の『キューティーハニーVSあばしり一家』（2009年）に次いで2作目となる。この『デビルマン対ゲッターロボ』が嚆矢となって、永井豪は『チャンピオンRED』（及び姉妹誌）で、自身が原作を務めるキャラクターの共演漫画を定期的に短期連載することとなった。
なお、第2話掲載時のコメントに書かれている通り、劇場用アニメ『マジンガーZ対デビルマン』、『グレートマジンガー対ゲッターロボ』などの前日譚として描かれており、『デビルマン』、『ゲッターロボ』両作ともアニメ版の設定に近い。明は変身の際にテレビアニメ同様「デビール!!」と叫ぶほか、ゲッターロボ、デビルマンともに必殺技の名を叫びながら攻撃するようにアニメ準拠の描写が多い。その反面、ゲッターチームのヘルメットは、石川賢の漫画版とも、テレビアニメ版とも異なる永井の独自アレンジで描かれている。
また、『ゲッターロボ』は、恐竜帝国と抗戦中となっている。

## あらすじ
早乙女研究所と交戦中の恐竜帝国に、妖鳥シレーヌがデーモン軍団と共に姿を現し、人間を滅ぼす目的を共にする同士として、爬虫人類に協力を持ちかける。
不動 明が牧村美樹と共に早乙女研究所に滞在中、施設内の浴室でくつろぐ美樹と早乙女ミチルがデーモン族のゲルガーに襲われた。明はデビルマンに変身してゲルガーを撃退するが、研究所襲撃に来たデーモンたちを迎え撃つゲッターロボは、そこに出現したデビルマンを敵と誤認して攻撃。その隙をついてミチルを誘拐しようとするシレーヌだったが、デビルマンの邪魔が入って単身引き上げる。
デビルマンと明が同一人物と判明して、ゲッターチームの誤解は解けるものの、ゲッターロボが倒したメカザウルスの残骸を吸収した巨大デーモンが研究所に迫っていた。メカザウルスデーモンを倒すため、ゲッターロボとデビルマンは共闘する。

## 登場人物
不動 明（ふどう あきら）
悪魔と合体して悪魔の力を得たデビルマン。牧村美樹を連れて早乙女研究所を訪れている最中、事件に巻き込まれる。ゲッターチームに正体を知られるが、人間の心を失っていないことを説明して理解を得た。
牧村 美樹（まきむら みき）
不動明の恋人。本作では（『ゲッターロボ』世界の）早乙女ミチルと幼馴染の設定になっており、彼女と明が早乙女研究所を訪れることから事件が始まる。

### 早乙女研究所
流 竜馬（ながれ りょうま）
『ゲッターロボ』側の主人公。イーグル号のパイロットにしてゲッター１の操縦主幹を取る。研究所に来訪早々、ゲッターチームを挑発してきた明と喧嘩になる。当初は明が口にした悪魔の存在を疑って笑っていた。
神 隼人（じん はやと）
ジャガー号のパイロット。ゲッター２の操縦主幹を取る。
巴 武蔵（ともえ むさし）
ベアー号のパイロット。ゲッター3の操縦主幹を取る。
早乙女 ミチル（さおとめ ミチル）
早乙女博士の娘。ゲッターロボと力を合わせているデビルマンの姿を見て驚愕し、父に出撃を申し出る。試作機の2機合体ロボット、ゲッタークイーンに美樹とともに搭乗して、メカザウルスデーモンとの戦いに加わった。
早乙女（さおとめ）博士
ミチルの父親で早乙女研究所の所長。

### 悪魔族
地球が原始の時代、恐竜帝国と覇権を争った悪魔の一族。
デビルマン
悪魔族の勇者アモンの力を得た人間・不動明のもう1つの姿。
妖鳥シレーヌ
頭部に白い翼を生やした女性のデーモン。不動明と合体する前の勇者アモンに憧れていたため、デビルマンに愛憎入り混じる感情を抱く。人類を滅ぼすため、自分の部隊を引き連れて恐竜帝国に協力し、早乙女研究所を襲撃した。
ゲルガー
水と同化するデーモン。『デビルマン』本編に登場したデーモン族のゲルマーと容貌、能力が同じ。この作品ではシレーヌの部下が多数登場するが、名前が判明したのはゲルガーのみである。

### 恐竜帝国
恐竜帝王ゴール
爬虫類から進化を遂げた恐竜帝国の帝王。マグマの中を漂う恐竜帝国の要塞が崩壊を迎える前に、目障りなゲッターロボを倒して地上を爬虫人類の物にしようと企んでいる。シレーヌの申し出を受けてデーモン族と手を組む。
ガリレイ
恐竜帝国の科学長官で、メカザウルスを開発する。テレビアニメ版及び石川賢の漫画版での名はガレリィ。

## 登場メカ
ゲッターロボ
ゲッター1の顔のデザインは石川賢の漫画版に近いものになっているが、ゲッターウイングは硬質で布のようにたなびくことはない。またゲッター2は、右手のゲッターアームの中からミサイルを発射している。
ゲッタークイーン
2機のゲットマシンにより構成されるロボット。武装は胸部分から発射されるミサイル。テレビアニメ『ゲッターロボ』に登場するが、本作ではゲッターロボ開発前の小型試作機という設定である（→詳細は『ゲッターロボ』 その他のメカの項を参照）。操縦席のサイズ上、女か子供しか乗れない。この機体にミチルと美樹が乗り込みメカザウルスデーモンと戦った。
デビルゲッター
メカザウルスデーモンと化したシレーヌに立ち向かうため、デビルマンがゲッターロボと合体した存在。4本腕で頭部はデビルマン、腹部にゲッターの意匠がある。
メカザウルス
恐竜帝国が送り出す、化学兵器で固めた恐竜サイボーグ。本作では4体が登場するが、いずれも名前が判明しない。
メカザウルスデーモン
メカザウルスと合体したデーモン。生物でもメカでもない不定形な怪物で、デーモンとの対戦経験がないゲッターロボは当初苦戦した。この作品ではシレーヌもメカザウルスデーモン化する。

## 魔王ダンテ対ゲッターロボG
『魔王ダンテ対ゲッターロボG』（まおうダンテたいゲッターロボジー）は、永井豪＆ダイナミックプロによる日本の漫画作品。永井が原作を務める『魔王ダンテ』と『ゲッターロボG』のクロスオーバー漫画。『チャンピオンRED』にて、2011年10月号から2012年2月号まで全5回にわたって連載された。単行本は全1巻。

## 概要
『デビルマン』連載以前に永井が発表した悪魔の物語『魔王ダンテ』のキャラクターたちが、『ゲッターロボG』の世界に現れるが、ゲッターロボと魔王ダンテ、両者の正面対決が描かれないままドラマは幕を下ろす。
早乙女ミチルの搭乗ロボット・ゲッタークイーンが“2人乗りから1人乗りに改造された”と説明されているように、前年の漫画『デビルマン対ゲッターロボ』と作品世界が地続きになっている。また、ゲッターチームのヘルメットも前作を踏襲したデザインで描かれた。
本作に登場するゲッタードラゴンほか新ゲッターロボ3体は、石川賢の漫画版に準じた外観で、ドラゴンの両肩にある赤いパーツの描き方にそれが顕著に表れている。

## あらすじ
森の奥深くで、魔王ダンテの復活を企てる悪魔教団のミサが行われる。生贄の若い女性を媒介にしてメドゥサが蘇り、伝説の魔王たるダンテも復活。しかしダンテの額には真の顔がなく、魂のないダンテはコントロールが効かない魔獣に過ぎない。3本の尻尾を持つ魔獣ダンテは、蝙蝠のような大きな翼で都心へ飛び立つ
早乙女研究所は街に現れた巨大魔獣を倒すべく、ゲッターチームを出撃させるが、自らの魂を求めるダンテは竜馬を捕りこんで融合しようとする。だが実は、研究所の生命科学研究室に所属する宇津木涼こそが、ダンテの魂を宿す者だった。人間の女性に化けたメドゥーサは宇津木に接触し、彼の中に眠る太古の記憶を呼び覚ます。
竜馬を捕りこんだままゲッターライガーと戦うダンテのもとに、巨大化したメドゥサが出現し、ダンテの頭部から竜馬を引き抜く。メドゥサによってダンテの額に埋め込まれた宇津木は、魔王ダンテと一体化して前世の記憶が蘇り「俺たちの敵は、神を名乗る宇宙からの侵略者だ！」と叫ぶ。無事にゲッタードラゴンの操縦席に竜馬が戻り、ゲッターチームは魔王ダンテに応戦しようとするのだが…。

## 登場人物

### 早乙女研究所
流 竜馬（ながれ りょうま）
ドラゴン号のパイロット。ゲッタードラゴンの操縦主幹を取る。ダンテに捕りこまれながらも自我を保ち続けるが、そんな自分に構わず攻撃を仕掛けてくるゲッターロボに怒りと憎しみを燃やす。
神 隼人（じん はやと）
ライガー号のパイロット。ゲッターライガーの操縦主幹を取る。竜馬が怪物の一部になったことは忘れろとミチルに呼びかける。
車 弁慶（くるま べんけい）
ポセイドン号のパイロット。操縦主幹を取るゲッターポセイドンは、本作では出番がない。
早乙女 ミチル（さおとめ ミチル）
レディコマンドのパイロット。前作にも増してセクシー要員としての出番が多い。
早乙女（さおとめ）博士
早乙女研究所の所長。仲間だった竜馬もろともダンテを倒すしかないと苦渋の決断をする。

### ダンテ教団
宇津木涼（うつぎ りょう）
ダンテの魂を宿す魔王の本体部分。早乙女研究所のスタッフとして、生命科学研究室に勤務していた。魔獣ダンテと一体化したことで、魔王として覚醒する（→詳細は『魔王ダンテ』の主要人物の項を参照）。
ベーゼブブ
魔王ダンテの復活を目論んでいたサタニストたちのリーダー的存在。顎鬚を生やしたスキンヘッドの男性。『魔王ダンテ』アニメ版での名前はベール・ゼブブ
メドゥサ
魔王ダンテ復活の儀式に捧げられた生贄の女性に憑りついて現れた。太古の昔、魔王ダンテの恋人だった彼女は、雑誌編集者の人間に変身して、宇津木の記憶を取り戻そうとする。『魔王ダンテ』漫画本編での名はメドッサ（→詳細は『魔王ダンテ』の主要人物の項を参照）。

## 登場メカ
ゲッターロボＧ
本作品ではゲッタードラゴンとゲッターライガーに変形した。ゲッターポセイドンは扉絵とイメージカットのみ登場。
ゲッタークイーン
『デビルマン対ゲッターロボ』に引き続き登場。2人乗り機から１人乗り機に改造された。
百鬼ロボット
早乙女研究所と敵対関係にある百鬼帝国が送り出す巨大ロボット。冒頭に陸戦タイプのメカ鎖腕鬼（さわんき）及び、名称不明の鳥類型の2体が登場。

## 単行本
- 永井豪＆ダイナミックプロ 『デビルマン対ゲッターロボ』 秋田書店〈チャンピオンREDコミックス〉、全1巻
  1. 2010年10月20日発売 ISBN 978-4-253-23011-7[注 8]
- 永井豪＆ダイナミックプロ 『魔王ダンテ対ゲッターロボG』 秋田書店〈チャンピオンREDコミックス〉、全1巻
  1. 2012年3月19日発売 ISBN 978-4-253-23211-1